# Wasserkraftwerk Friedrichssegen
Das Wasserkraftwerk Friedrichssegen ist ein denkmalgeschütztes Laufwasserkraftwerk an der Lahn. Erbaut wurde es 1906–07 und 1909 in Betrieb genommen. Es ist eins von insgesamt acht Wasserkraftwerken an der Lahn, die von der Süwag Energie AG betrieben werden.

## Lage
Das Kraftwerk liegt an einem ca. 500 m langen Oberwasserkanal der Lahn bei Flusskilometer 132,8 vor Friedrichssegen, einem Ortsteil von Lahnstein.

## Geschichte
Erbaut wurde das Kraftwerk als Grubenkraftwerk, um die nahegelegene Grube Friedrichssegen mit elektrischer Energie für Abbau, Förderung, Bewetterung, Wasserhaltung usw. zu versorgen. Nach Stilllegung des Bergwerkes erwarb 1913 die Main-Kraftwerke AG das Wasserkraftwerk, das von nun an die Städte Ober- und Niederlahnstein mit elektrischer Energie versorgte. Umbauten und Erweiterungen erfolgten in den 1930er Jahren sowie 1972/73. Betreiber der Anlage ist heute die Süwag Energie AG, die 2001 durch Zusammenschluss der Main-Kraftwerke sowie weiterer Energieversorger entstanden ist. Das Kraftwerk kann in den Sommermonaten besichtigt werden, es finden einmal wöchentlich Führungen statt.

## Technik
Das Kraftwerk wird angetrieben von drei Kaplan-Turbinen der Firma Escher, Wyss & Cie. aus Ravensburg mit einer Leistung von je 295 kW. Die angeschlossenen Drehstromgeneratoren der Felten & Guilleaume-Lahmeyerwerke, Frankfurt am Main, sind als Schenkelpolmaschinen ausgeführt und daher sogenannte „Langsamläufer“. Die durchschnittliche Jahresstromerzeugung liegt bei 4,8 Mio. kWh.

## Architektur
Das zum Teil verputzte Backsteingebäude ruht auf massiven Stahlbetonfundamenten. Ein rechteckiger Querriegel liegt über dem Turbinenkanal, auf dem das Maschinenhaus ruht. Nach Westen erstreckt sich ein Schaltraum sowie ein Transformatoren-Umspannturm. Richtung Osten schließt ein weiteres Gebäude an, welches unter seinem Giebel das Symbol von Schlägel und Eisen für den Bergbau aufweist. Es beherbergte früher eine Kesselanlage, die eine Dampfturbine antrieb, um auch bei Niedrig- oder Hochwasser Energie für das Bergwerk liefern zu können. Ein neben dem Gebäude liegender hoher Backsteinschornstein zeugt heute noch vom ehemaligen Dampf-Betrieb.
Das Innere des Maschinenhauses wird durch hohe Fenster- bzw. Türöffnungen belichtet. Auf Wandpilastern ruhen Gleise für einen 10.000 kg tragenden Handkran, darüber liegen Fensterbänder. Eine Eisenfachwerkkonstruktion trägt das Holzdach.

## Galerie

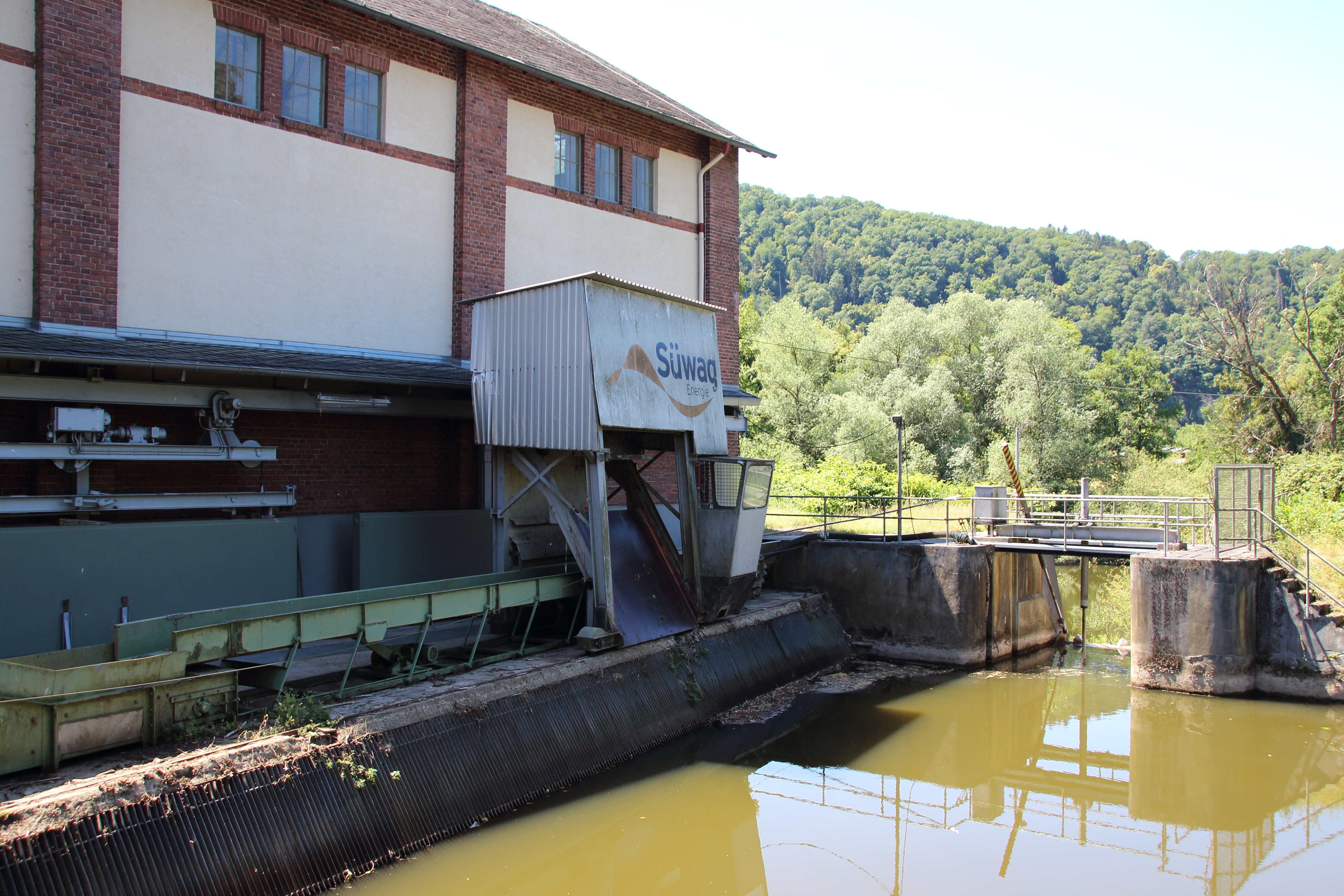
Oberwasser und Treibgutrechen
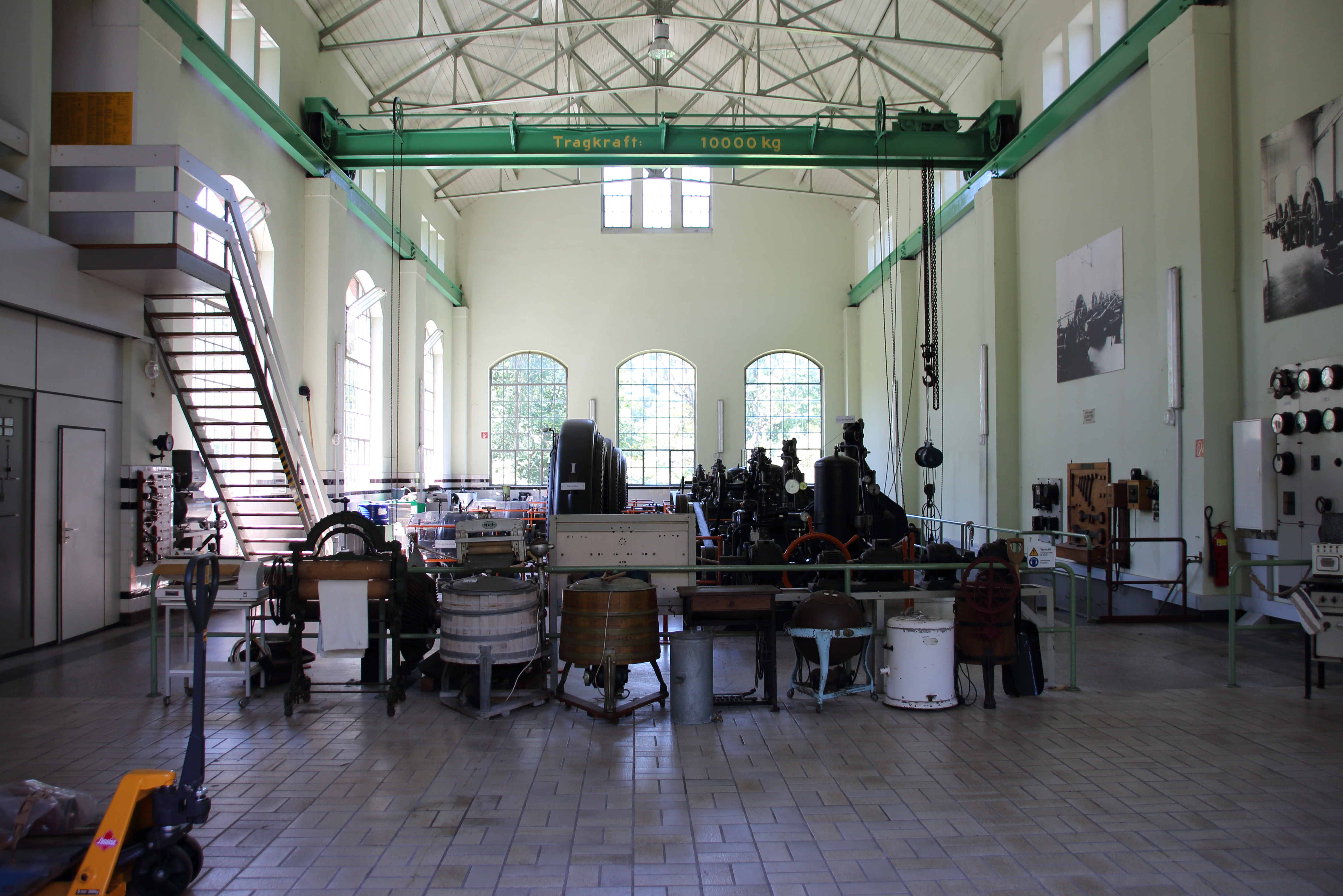
Maschinenhaus
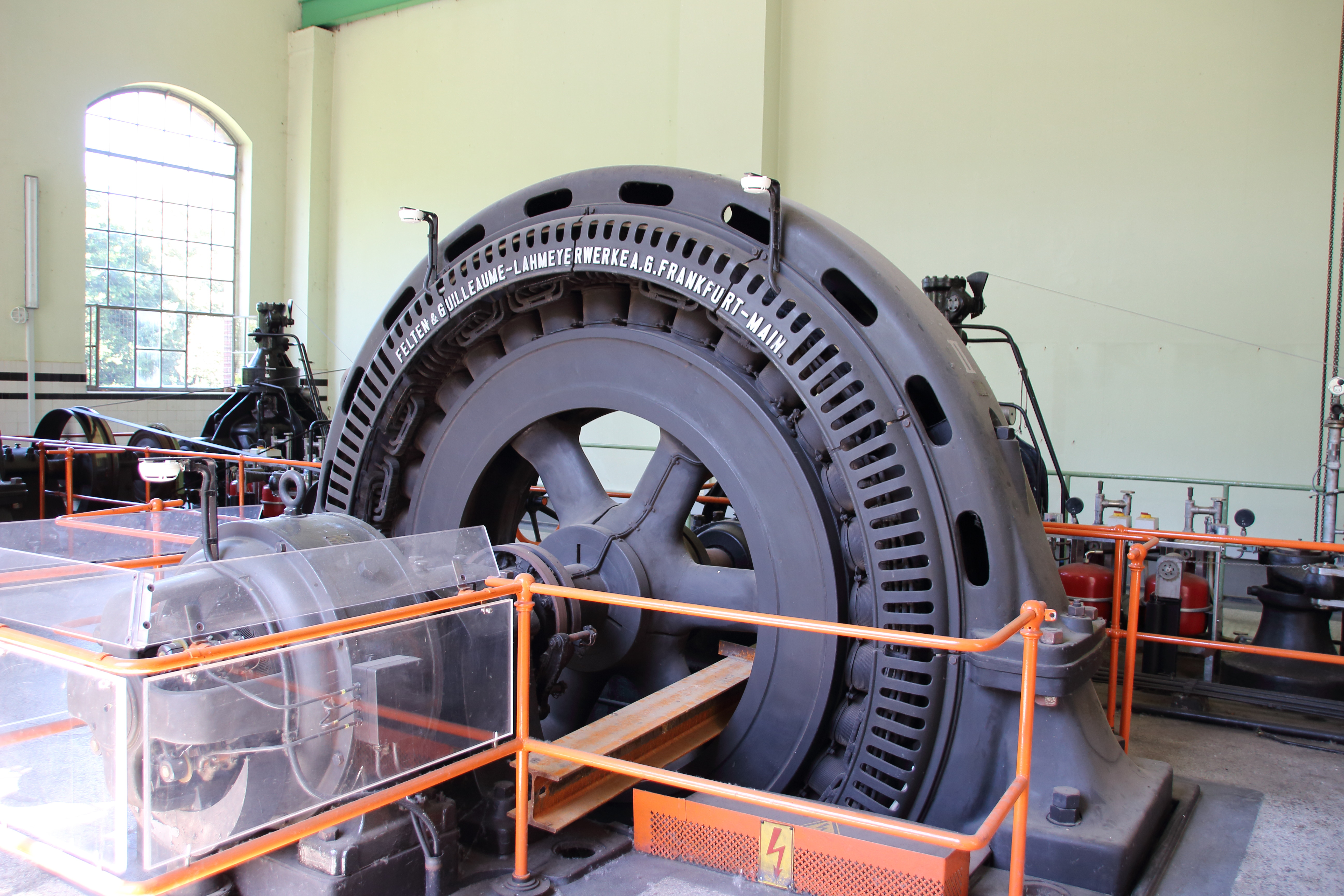
Elektrischer Generator (Schenkelpolmaschine)
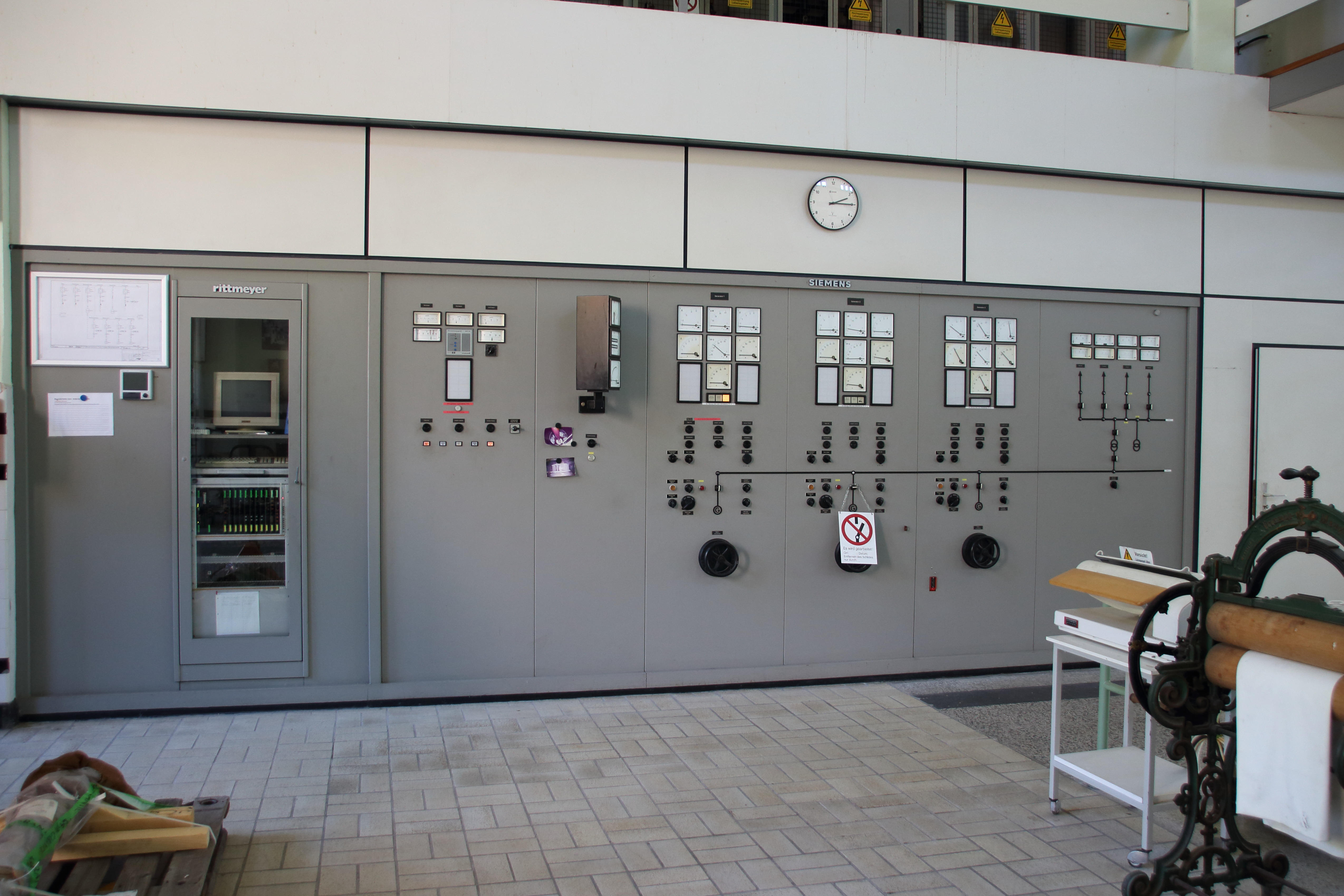
Schaltraum
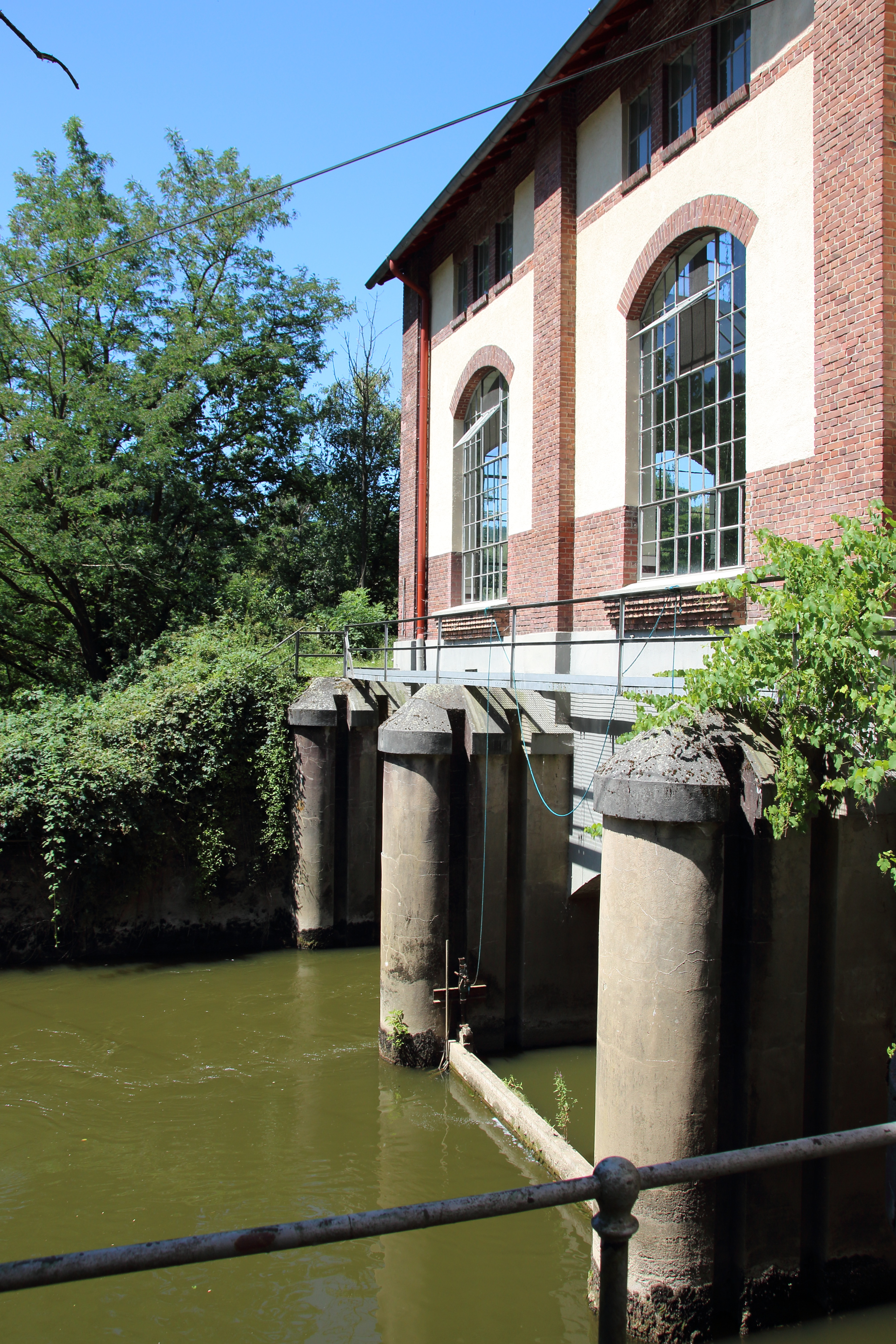
Unterwasser